# Opći izbori u Bosni i Hercegovini 1990.
Opći izbori u Socijalističkoj Republici Bosni i Hercegovini 1990. održani su 18. studenoga 1990. Izbori su bili su prvi višestranački i demokratski izbori nakon parlamentarnih izbora u Kraljevini Jugoslaviji 1938., ali i jedini održani prije proglašenja neovisnosti. Izbori su se održali za republičku razinu, za članove Socijalističke Republike Bosne i Hercegovine i za Skupštinu Socijalističke Republike Bosne i Hercegovine. Na izborima pobijedili su nacionalne stranke Muslimana, Hrvata i Srba SDA, HDZ i SDS.

## Političko ozračje u BiH
Politički pluralizam u Bosni i Hercegovini usko je povezan s događanjima na međunarodnoj sceni, padom komunizma, zatim unutarnjom krizom u Jugoslaviji koja je eskalirala kroz političke, ekonomske, nacionalne, socijalne i mnoge druge oblike života i rada. U razdoblju između 1980. koju je obilježila smrt Josipa Broza Tita i 1989. godine kada se raspao Savez komunista Jugoslavije na njegovom posljednjem Četrnaestom kongresu, u svim jugoslavenskim republikama pojavljivale su se različite političke opcije, udruge i pokreti. U Bosni i Hercegovini intenzivniji pluralistički interesi javno su se iskazali nakon Desetog kongresa Saveza komunista Bosne i Hercegovine.

## Osnivanje političkih stranaka
Nove političke snage pojavile su se i na političkoj sceni SR Bosne i Hercegovine. Najprije je u Sarajevu, u svibnju 1990. osnovana stranka muslimanskog naroda, imena Stranka demokratske akcije. Njen prvi predsjednik je bio Alija Izetbegović, koji je tijekom osamdesetih godina, bio osuđen na robiju zbog promicanja ideja panislamizma i vjerskog fundamentalizma, sadržanog u Islamskoj deklaraciji. Uz mnogobrojne političke mitinge i vjersko-političke manifestacije, uz politizaciju srpskih žrtava iz Drugoga svjetskog rata, u Sarajevu je 12. srpnja 1990. osnovana Srpska demokratska stranka, čiji je predsjednik postao Radovan Karadžić.

Program Franje Tuđmana i Hrvatske demokratske zajednice snažno je utjecao na Hrvate u Bosni i Hercegovini, tako je nacionalna politička stranka Hrvata, Hrvatska demokratska zajednica Bosne i Hercegovine, osnovana je 18. kolovoza 1990. u Sarajevu. Za predsjednika stranke najprije je izabran Davor Perinović, no nakon njegova posjeta Hrvatima u Australiji došlo je do određenih tenzija pa je 7. rujna iste godine opozvan s dužnosti. Na njegovo mjesto izabran je Stjepan Kljujić.

## Rezultati izbora
Na izborima pobijedila je koalicija tri najveće nacionalne stranke u zemlji sastavljena od Stranke demokratske akcije, Srpske demokratske stranke i Hrvatske demokratske zajednice. 
| Politička stranka              | Vijeće građana | Vijeće općina |
| Stranka demokratske akcije     | 43             | 43            |
| Srpska demokratska stranka     | 34             | 38            |
| Hrvatska demokratska zajednica | 21             | 23            |
| ostale stranke                 | 32             | 6             |

Nacionalne stranke su, bez obzira na povremena prepucavanja i uzajamne optužbe oko metoda agitacije (npr. nerijetko vezanje zelene zastave SDA i hrvatske trobojnice) i straha da se ne napravi politički savez Muslimana i Hrvata protiv Srba, ipak su uspostavile prešutni savez. Iako su se programski i politički međusobno razlikovale, osnovni razlog koji ih je povezivao i stvarao idilu harmonije i tolerancije bio je antikomunizam, odnosno zajednička želja da dotadašnjoj socijalističkoj vlasti u zemlji dođe kraj.
Stranke su podijelile vlast po nacionalnom ključu, tako da je za predsjednika Predsjedništva Republike Bosne i Hercegovine izabran Musliman, prvobitno Fikret Abdić, koji je mjesto ustupio Aliji Izetbegoviću. Za predsjednika Skupštine izabran je Srbin Momčilo Krajišnik, a za predsjednika Vlade Hrvat Jure Pelivan. Sporazum o podjeli vlasti funkcionirao je za vrijeme izborne utrke, u pobjedi na izborima, te u podjeli funkcija, čime je ustvari i okončan. U Skupštini Bosne i Hercegovine, HDZ-u BiH pripalo je 18,35 %, SDS-u 30,00 %, a SDA 35,83 % zastupničkih mjesta. Njihova raspodjela uvelike je odgovarala udjelima pojedinih naroda u ukupnom stanovništvu.
██ Muslimani (današnji Bošnjaci)
██ Srbi Bosne i Hercegovine
██ Hrvati Bosne i Hercegovine
Popis stanovništva, objavljen 31. ožujka 1991. za BiH navodi ukupno 4.377.033 stanovnika.
| Narod       | Broj      | Udio u ukupnom broju stanovnika |
| Muslimani   | 1.902.956 | 43,47 %                         |
| Srbi        | 1.366.104 | 31,21 %                         |
| Hrvati      | 760.852   | 17,38 %                         |
| Jugoslaveni | 242.682   | 5,54 %                          |
| ostali1     | 104.439   | 2,38 %                          |

1 Pod kategoriju ostali, navedeni su sljedeći narodi i narodnosti: Crnogorci, Makedonci, Slovenci, Albanci, Česi, Talijani, Židovi, Mađari, Nijemci, Poljaci, Romi, Rumunji, Rusi, Rusini, Slovaci, Turci, Ukrajinci, te ostali s nepoznatomm, regionalnom i neizjašnjenom nacionalnom pripadnošću.
Po popisu stanovništva 1991. godine Bošnjaci su bili većina u 45 općina (u 13 relativna, u 31 apsolutna), Srbi u 34 općina (5 relativna, 29 apsolutna), a Hrvati su bili većina u 20 općina (6 relativna, 14 apsolutna).